# Tiphobiosis montana
Tiphobiosis montana är en nattsländeart som beskrevs av Tillyard 1924. Tiphobiosis montana ingår i släktet Tiphobiosis och familjen Hydrobiosidae. Inga underarter finns listade i Catalogue of Life.